# Zwinger-Trio

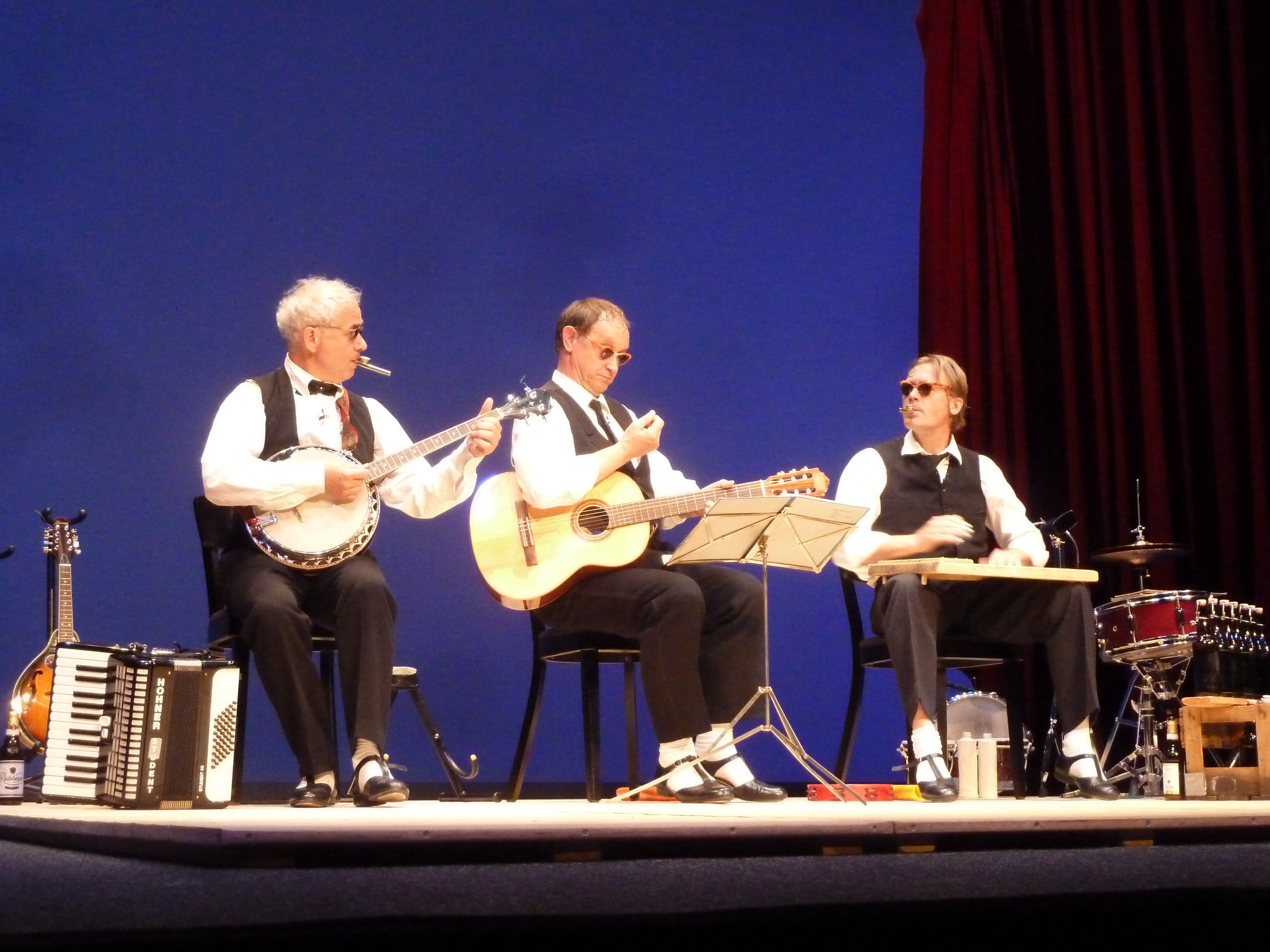
Das Zwinger-Trio 2012

Das Zwinger-Trio ist eine Kabarettgruppe aus Dresden.
Es besteht aus den Schauspielern Jürgen Haase, Peter Kube und Tom Pauls. Das Trio formierte sich am 8. Juni 1982 nach einem Auftritt als Skiffle-Band im Festsaal der Pädagogischen Hochschule beim Freundeskreis Ballett am Staatstheater Dresden.
Seitdem tritt das Zwinger-Trio regelmäßig im Fernsehen, in Theatern und in Klubs auf. Besonders in Erinnerung bleiben die Auftritte in der Fernsehreihe Showkolade mit Gunther Emmerlich im DDR-Fernsehen in den 1980er Jahren.
Die Mitglieder des Zwinger-Trios treten als Schauspieler auch außerhalb des Trios in Erscheinung, zum Beispiel Tom Pauls in der Rolle der Ilse Bähnert.

## Stil
Die Programme des Zwinger-Trios lassen sich als eine Mischung aus Musik-Comedy, Politkabarett und Clownerie charakterisieren. Kube ist der Anführer, Conférencier und Oberlehrer, Pauls der ewige Zweite und Haase der tumbe Tor. Ihr musikalisches Repertoire umfasst A-cappella-Gesang im Stil der Comedian Harmonists, Dixieland, Latin-Rhythmen und andere Elemente. Zum Erkennungszeichen des Trios gehören Sonnenbrillen, Notenständer und eine Vielzahl von Instrumenten und Requisiten. Zum Musizieren benutzen sie alle möglichen Utensilien, einschließlich Essbesteck.
Bekannte Stücke werden dem eigenen Stil angepasst. Dinner for One erweist sich in der Fassung des Zwinger-Trios als Lehrstunde für Englisch. Zum Erfolgsrezept gehören die Improvisation und subtile Publikumsbeschimpfung („die Problemgruppe hier vorn“).
Bei vielen neueren Stücken des Trios führte Holger Böhme Regie.

## Programme
- 1983: Mit dem Zwinger-Trio um die Welt
  - Das Zwinger-Trio ganz verliebt
- 1989: Dem Alltag entflohen
- 1996: Krieg im dritten Stock
  - Zwinger-Lotto
  - Jenseits der Hast
  - Das Ende vom Anfang
  - Jawoll meine Herrn
  - Best of
- 1997: Goldrausch
- 2000: Die Olsenbande dreht durch
- 2003: Dinner for One und Ilse Bähnerts 79. Geburtstag
- 2005: Die schöne Helena
- 2006: Die drei von der Tankstelle
- 2007: Ritter Blaubart
- 2007: Der Glöckner von Notre Dame
- 2012: Wenn Drei sich einig sind – Das Zwinger-Trio wird 30
- 2012: Jahresrückblick mit dem Zwinger-Trio
- 2013: Die Retter der Tafelrunde
- 2015: Sächsisches Wort des Jahres 2015
- 2016: Ernte 34
- 2017: Komikerparade
- 2017: 35. Geburtstag des Zwinger-Trio Dresden
- 2022: 40 Jahre - Aufgetaucht
- 2023: Ein Fest für Olaf Böhme (auch als Ein Hoch auf Olaf Böhme)
- 2024: Der Raub der Sabinerinnen

## Film
- 1986: Penthesilea

## CD- und DVD-Ausgaben
- 2002: The Flöha Concert (Audio-CD)
- 2005: Jawoll, meine Herrn, Schlager von Heinz Rühmann mit dem Zwinger-Trio und der Neuen Elbland Philharmonie (Audio-CD)
- 2006: Zwanzig Jahre Zwinger-Trio (mit der Neuen Elbland Philharmonie) (DVD)
- 2006: Dinner For One, Ilse Bähnerts 79. Geburtstag (DVD)

## Auszeichnungen
- 1994: Garchinger Kleinkunstmaske